# Maciej Rak
Maciej Rak – polski językoznawca, prof. dr hab. nauk humanistycznych, pracuje w Katedrze Historii Języka i Dialektologii Wydziału Polonistyki Uniwersytetu Jagiellońskiego.

## Życiorys
W 2004 ukończył z wyróżnieniem studia magisterskie w Instytucie Polonistyki UJ na podstawie pracy Słownik frazeologiczny gwary Dębna w Górach Świętokrzyskich napisanej pod kierunkiem prof. Józefa Kąsia. 17 stycznia 2007 obronił pracę doktorską Językowy obraz świata utrwalony w animalistycznej frazeologii gwar Gór Świętokrzyskich i Podtatrza na tle kultury ludowej, 13 stycznia 2016 habilitował się na podstawie pracy zatytułowanej Kulturemy podhalańskie. 30 marca 2022 uzyskał tytuł profesora nauk humanistycznych w zakresie językoznawstwa. Jest zatrudniony w Katedrze Historii Języka i Dialektologii na Wydziale Polonistyki Uniwersytetu Jagiellońskiego. Zajmuje się dialektologią polską (zwłaszcza frazeologią gwarową), etnolingwistyką oraz historią dialektologii i ludoznawstwa. 
Był starszym wykładowcą (do 2018 r.) w Instytucie Nauk Humanistyczno-Społecznych i Turystyki Podhalańskiej Państwowej Wyższej Szkole Zawodowej w Nowym Targu.

W 2017 r. Wydawnictwo Księgarnia Akademicka wydało książkę Powiedziane po krakowsku. Słownik regionalizmów krakowskich, której jest współautorem. W 2018 r. praca ta została uhonorowana Nagrodą Krakowska Książka Miesiąca przyznawaną przez Bibliotekę Kraków. W 2019 r. razem z całym zespołem opracowującym ten słownik został laureatem Nagrody Miasta Krakowa w dziedzinie nauka i technika.
Od 12 grudnia 2018 r. jest redaktorem naczelnym czasopisma "LingVaria". 